# Проезд Ильича (Липецк)
Прое́зд Ильича́ — проезд в Октябрьском округе Липецка. Проходит в Тракторном (3-й участок) от улицы Олега Кошевого до улицы Докучаева, являясь продолжением улицы Ильича за прудом. Далее переходит в проезжую часть посёлка Ленинского лесхоза. Пересекает улицу Матросова.
Образован 28 сентября 1954 года и назван по отчеству Владимира Ильича Ленина, как и улица и переулок, находящиеся невдалеке.
Проезд имеет частную застройку. Дома по нему расположены только на нечётной стороне.

## Транспорт
- Автобусы 19, 33, 161(сезонный), 323а, 379 ост.: «ЛТЗ 3-й участок».